# Hales Peak
Hales Peak är en bergstopp i Antarktis. Den ligger i Västantarktis. Argentina, Chile och Storbritannien gör anspråk på området. Toppen på Hales Peak är 550 meter över havet.
Terrängen runt Hales Peak är varierad. Havet är nära Hales Peak åt nordost.  Trakten är obefolkad. Det finns inga samhällen i närheten. 